# Міжнародний конкурс виконавців на народних інструментах "Арт-Домінанта"
Міжнародний конкурс виконавців на народних інструментах «Арт-Домінанта» — щорічне музичне змагання серед виконавців на народних інструментах (солістів, ансамблів, оркестрів), яке проводиться з 2013 року Харківським національним педагогічним університетом імені Г. С. Сковороди та Харківським обласним відділенням Національної всеукраїнської музичної спілки. [Архівовано 21 лютого 2020 у Wayback Machine.] Захід підтримують Управління культури і туризму Харківської обласної державної адміністрації, Департамент культури Харківської міської ради та Державний науково-методичний центр змісту культурно-мистецької освіти.

## Конкурси
- Перший (I) — Квітень 11-13, 2013
- Другий (II) — Березень 27-29, 2014
- Третій (III) — Квітень 16-19, 2015
- Четвертий (IV) — Квітень 14-17, 2016 (присвячений 25-річчю Незалежності України)
- П'ятий (V) — Квітень 5-9, 2017
- Шостий (VI) — Квітень 11-15, 2018
- Сьомий (VII) — Квітень 3-7, 2019
- Восьмий (VIII, дистанційно) — Червень 22-30, 2020
- Дев'ятий (IX, дистанційно)  — Квітень 4-18, 2021 (присвячений 100-річчю Національної всеукраїнської музичної спілки)
- Десятий (X, дистанційно) — Квітень 12-16, 2023 (присвячений 300-річчю від дня народження Григорія Сковороди)
- Одинадцятий (XI, змішаний формат) — Червень 3-9, 2024 (присвячений 220-річниці з дня заснування університету – Харківського національного педагогічного університету імені Г. С. Сковороди)
- Дванадцятий (XII, змішаний формат)  — Травень 12-18, 2025 (присвячений 80-річчю від дня присвоєння університету імені Г. С. Сковороди)

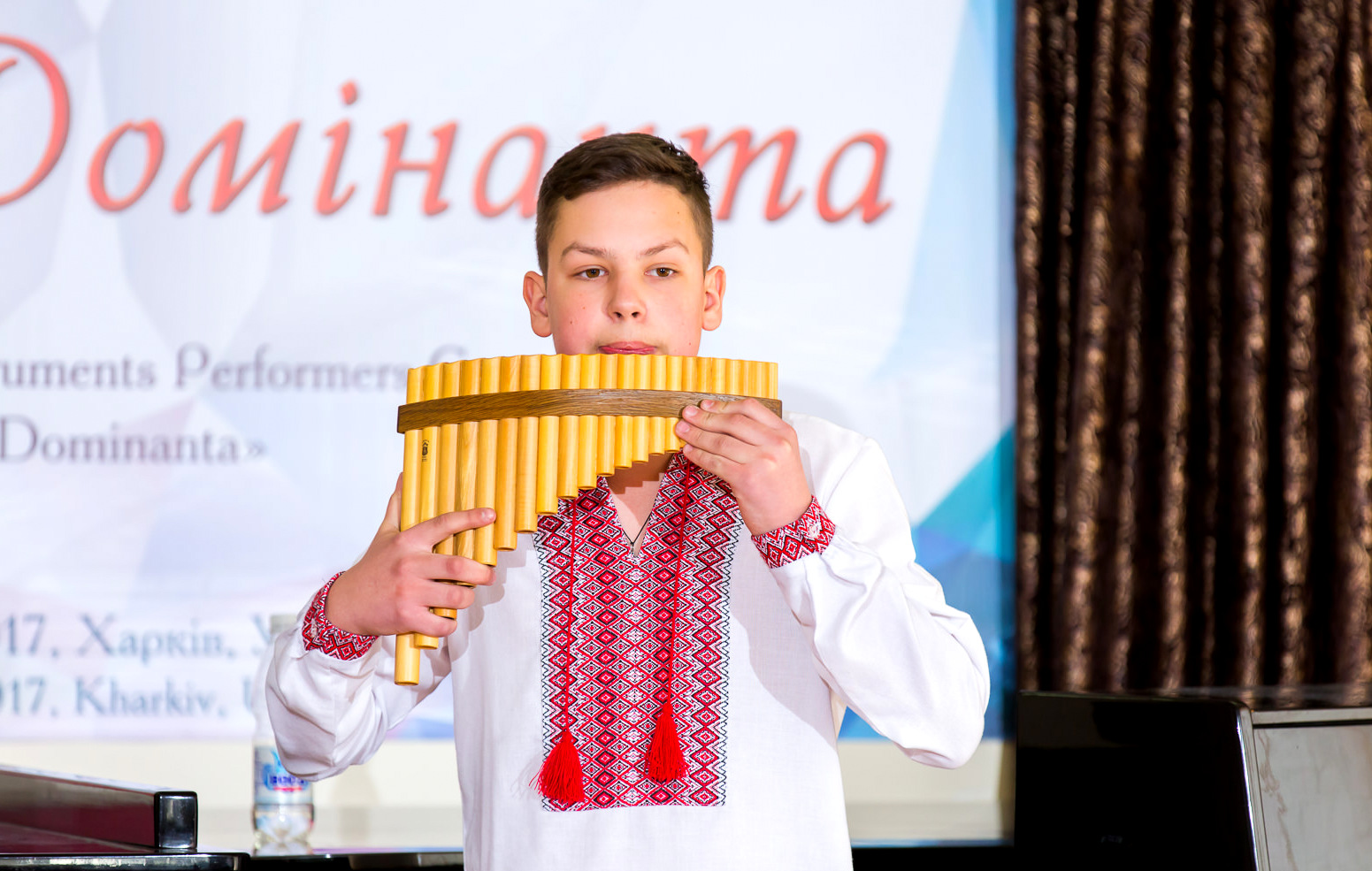

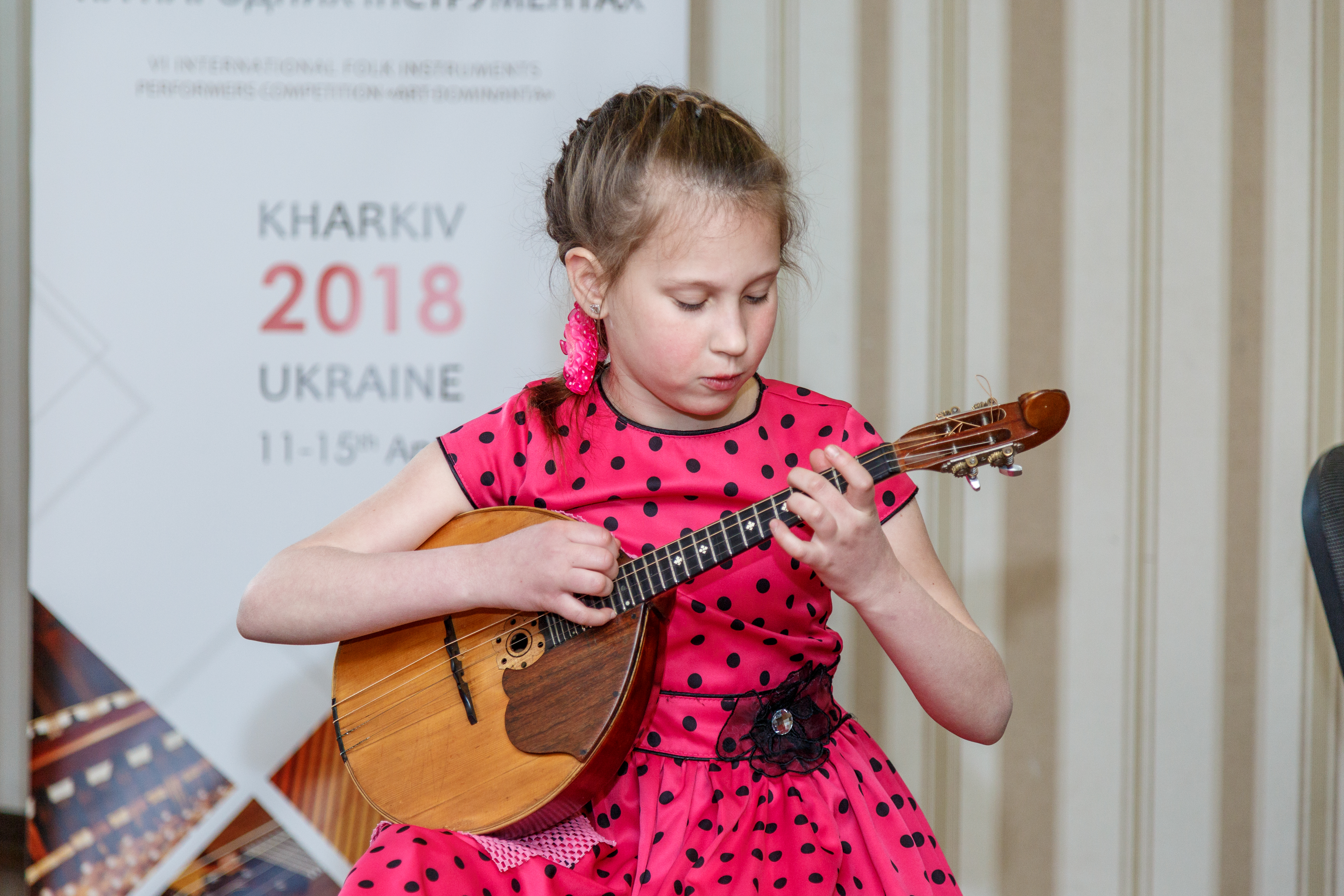

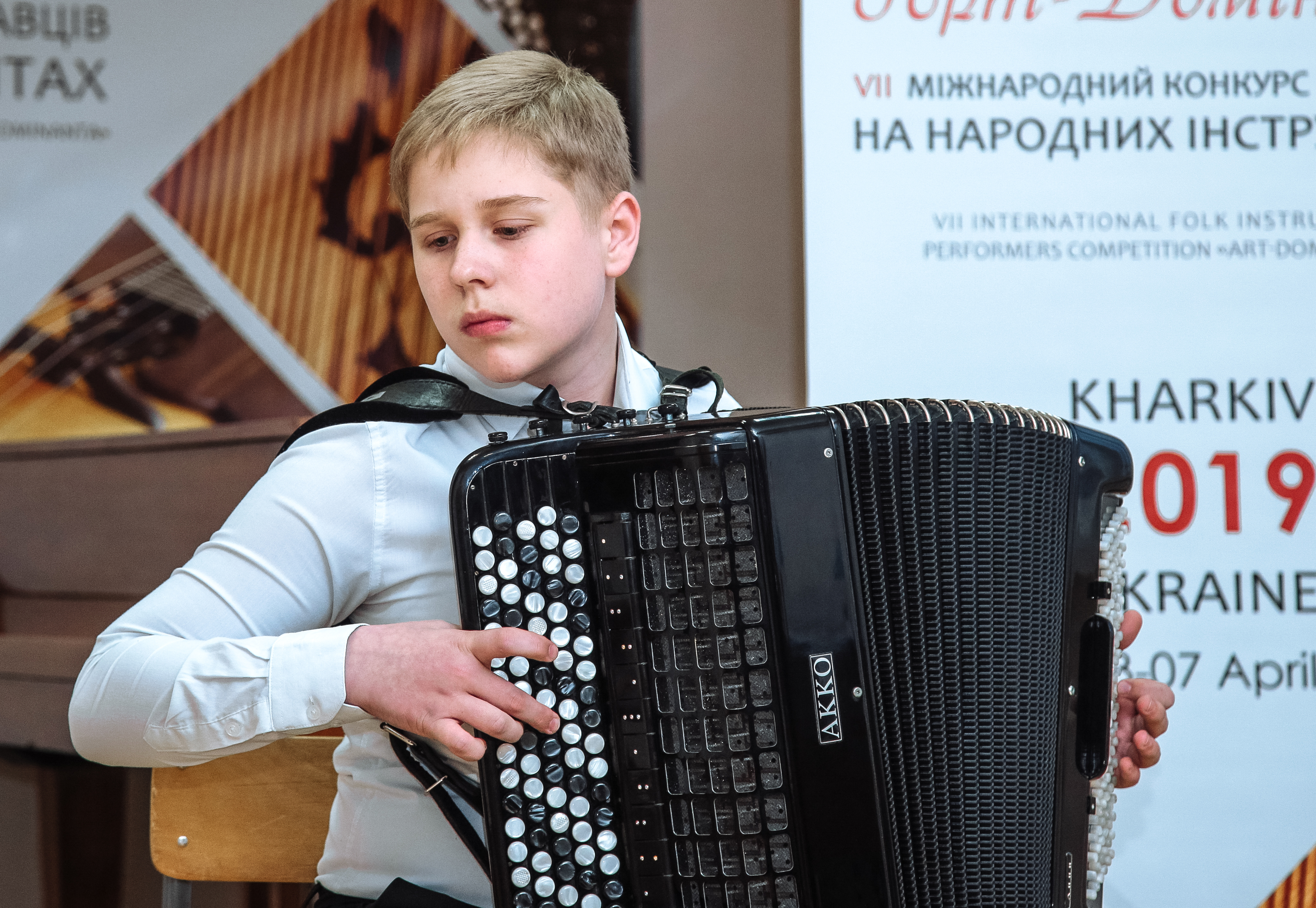
Учасник VII Міжнародного конкурсу "Арт-Домінанта" (2017). Номніація "Баян"

## Номінації
Конкурс проводиться в різних номінаціях і вікових категоріях та охоплює усі щаблі музичної освіти — від учнів шкіл естетичного виховання до студентів ВНЗ усіх рівнів акредитації:
- «Акордеон»
- «Баян»
- «Бандура інструментальна»
- «Бандура вокальна»
- «Балалайка»
- «Домра»
- «Думбира»
- «Гітара»
- «Гучжен»
- «Канклес»
- «Каннель»
- «Кантеле»
- «Кокле»
- «Сопілка» (панфлейта, флуер, окарина)
- «Бірбине» (Birbyne)
- «Цимбали»
- «Інструментальні ансамблі»
- «Вокально-інструментальні ансамблі»
- «Оркестри/Капели бандуристів»
- «Музичний відеокліп»

## Вікові категорії

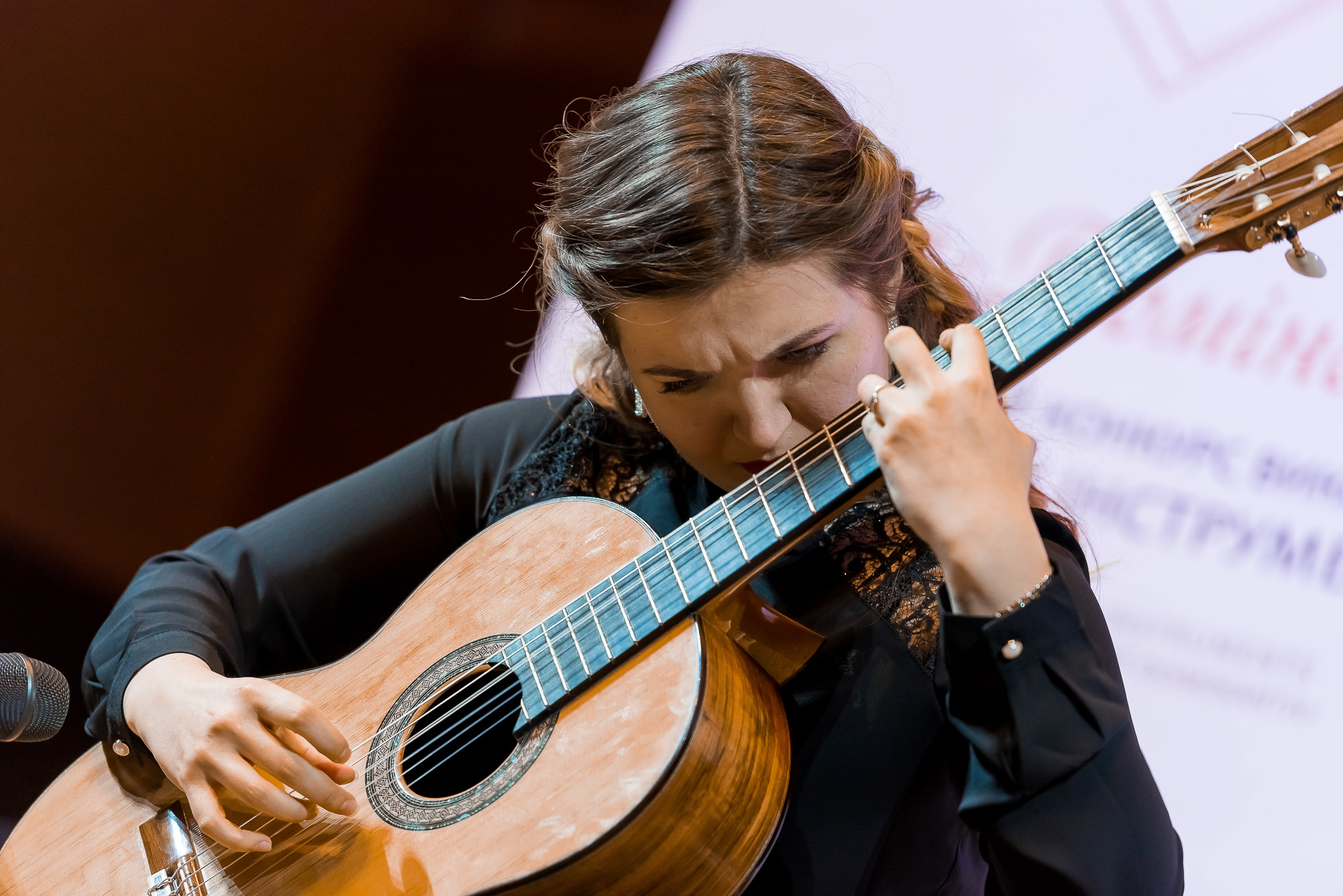

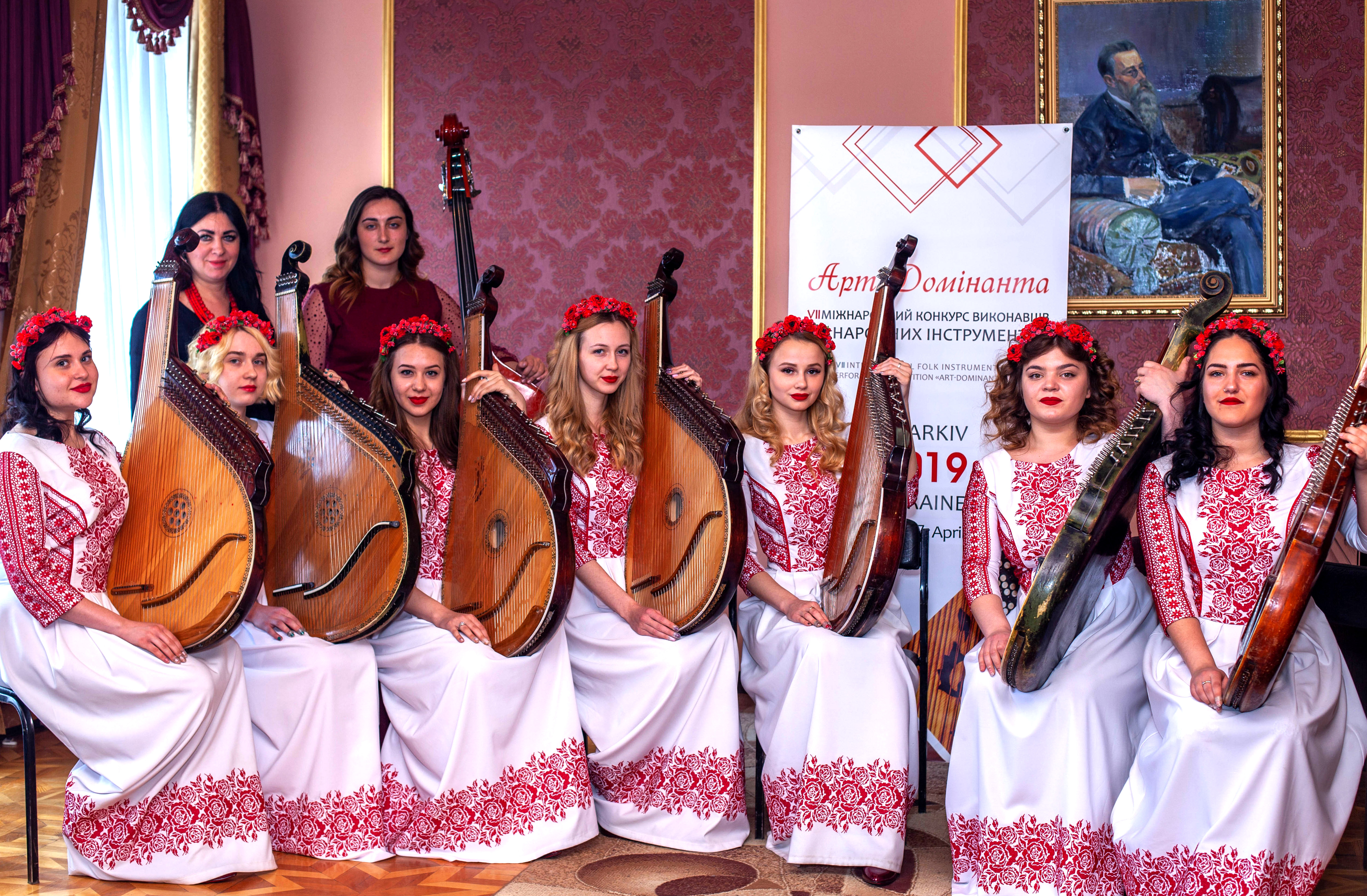

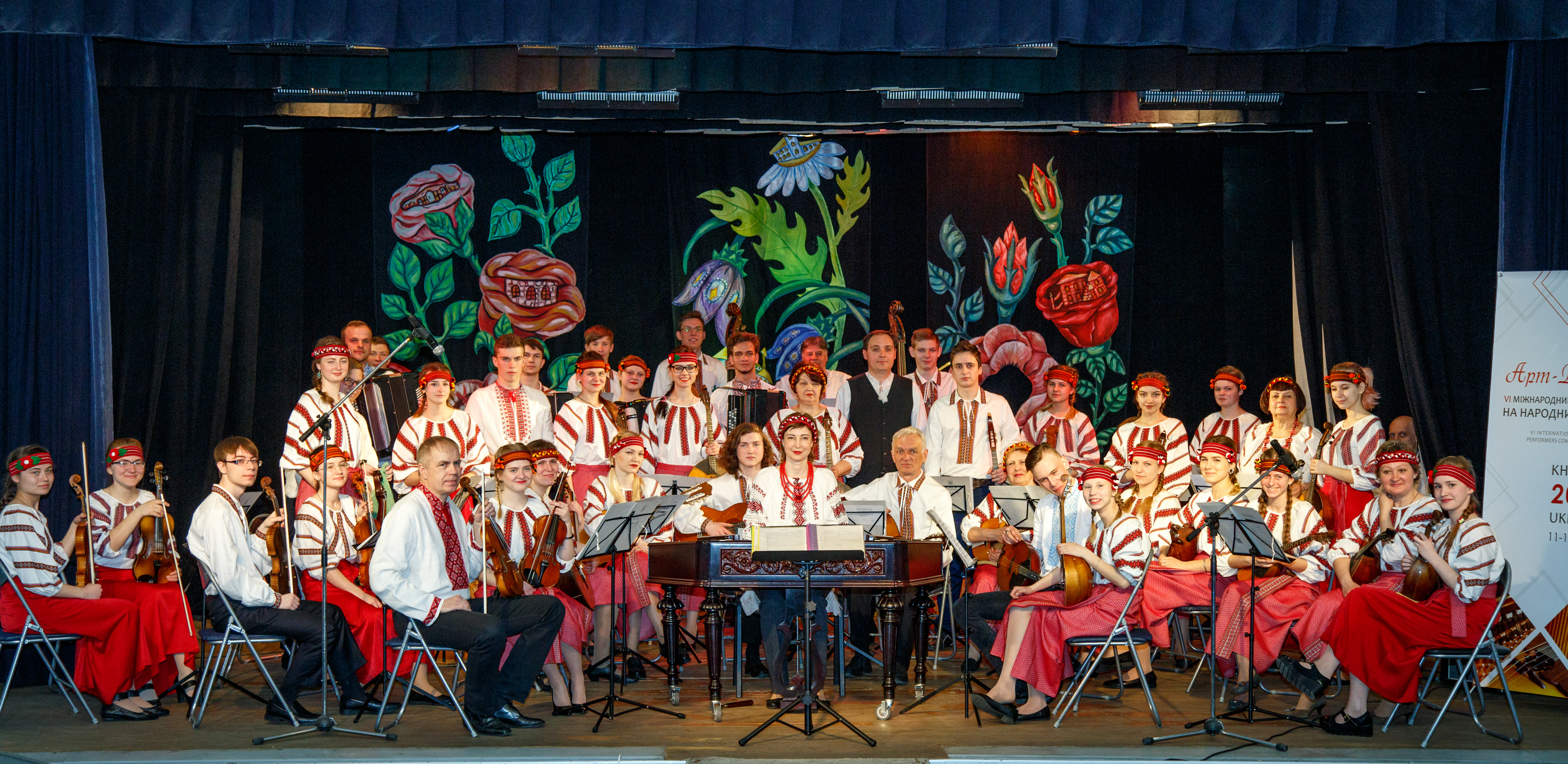

#### Солісти
- I категорія — учні мистецьких шкіл (до 9 років включно)
- II категорія — учні мистецьких шкіл (від 10 до 12 років)
- III категорія — учні мистецьких шкіл (від 13 до 15 років)
- ІІІ-А категорія — учні мистецьких шкіл (16 років)
- IV категорія — викладачі навчальних закладів культури і мистецтв
- V категорія — студенти закладів фахової передвищої освіти (ЗФПО) (коледжі)
- VI категорія — студенти "муз.-пед. факультетів" закладів вищої освіти (ЗВО)
- VII категорія (два тури) — студенти спеціалізованих музичних ЗВО

#### Ансамблі
- I категорія — ансамблі мистецьких шкіл
- II категорія — ансамблі викладачів навчальних закладів культури і мистецтв
- III категорія (змішана) — ансамблі учнів та викладачів, студентів та викладачів тощо
- IV категорія — ансамблі закладів фахової передвищої освіти (ЗФПО)
- V категорія — ансамблі "муз.-пед. факультетів" закладів вищої освіти (ЗВО)
- VI категорія — ансамблі спеціалізованих музичних ЗВО

#### Оркестри / Капели бандуристів
- I категорія — оркестри мистецьких шкіл
- II категорія (змішана) – оркестри палаців культури, викладачів, учнів та викладачів тощо
- III категорія — оркестри закладів фахової передвищої освіти (ЗФПО)
- IV категорія — оркестри "муз.-пед. факультетів" закладів вищої освіти (ЗВО)
- V категорія — оркестри спеціалізованих музичних ЗВО

Музичний відеокліп

## Журі

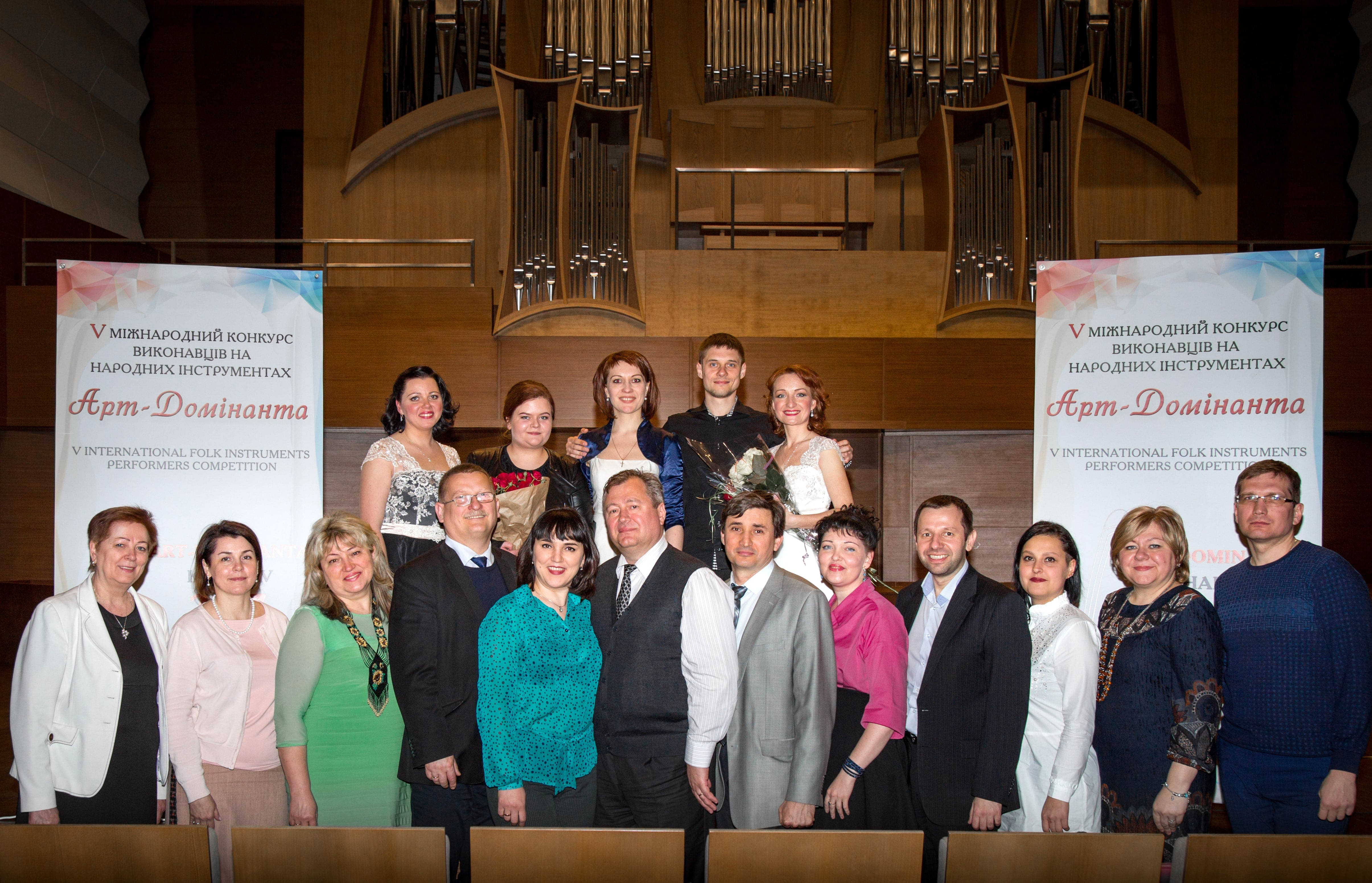

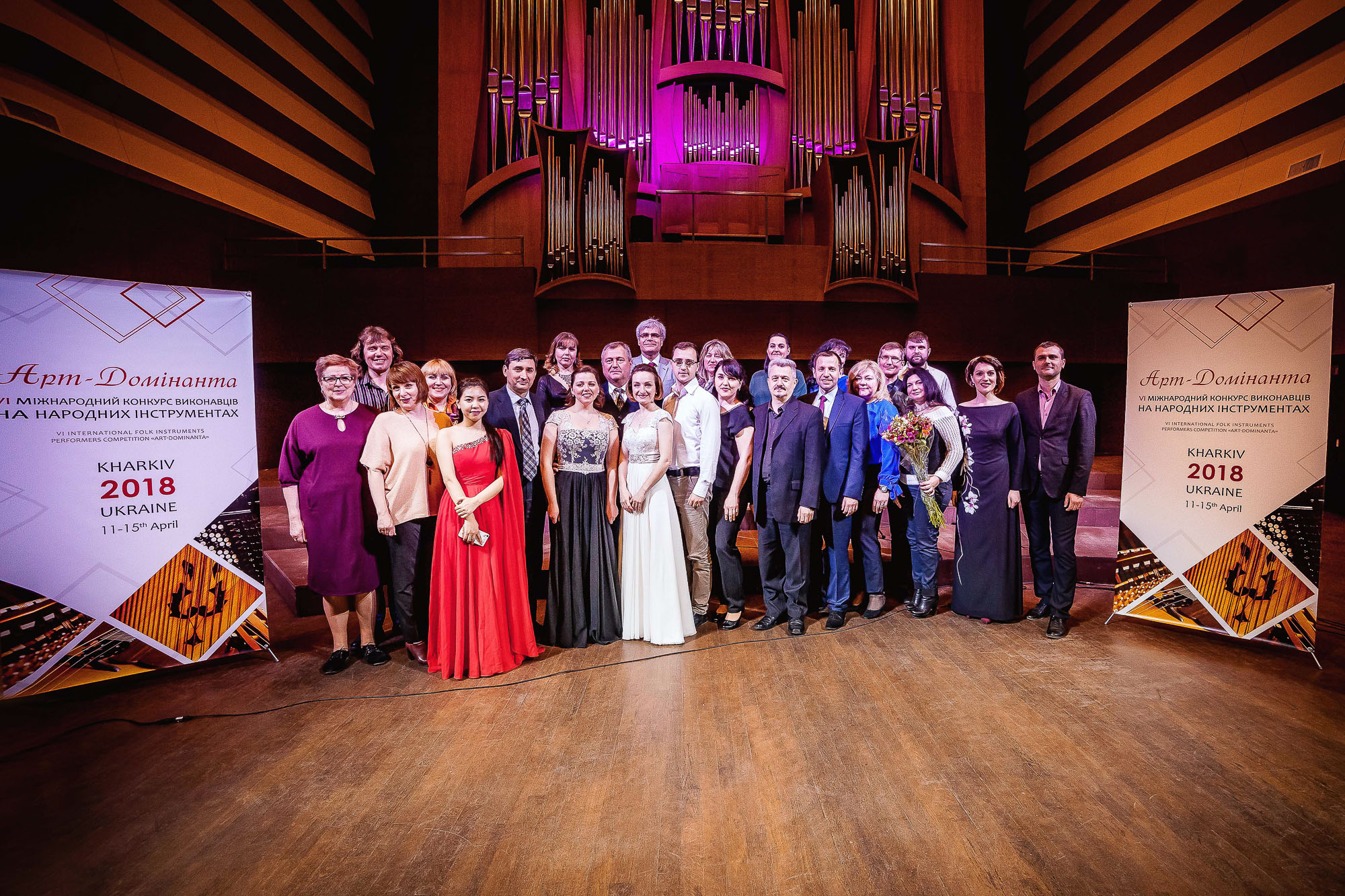

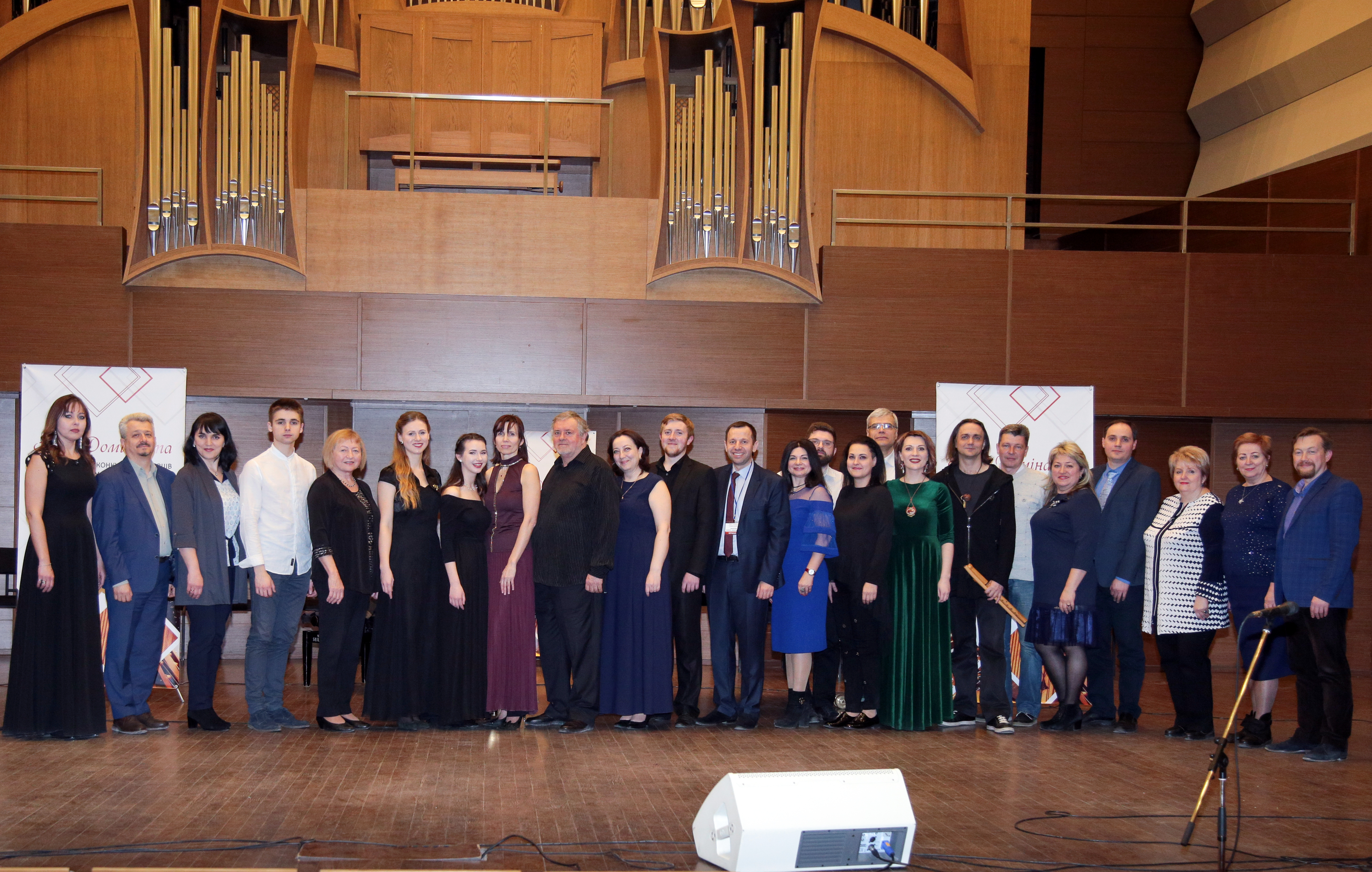

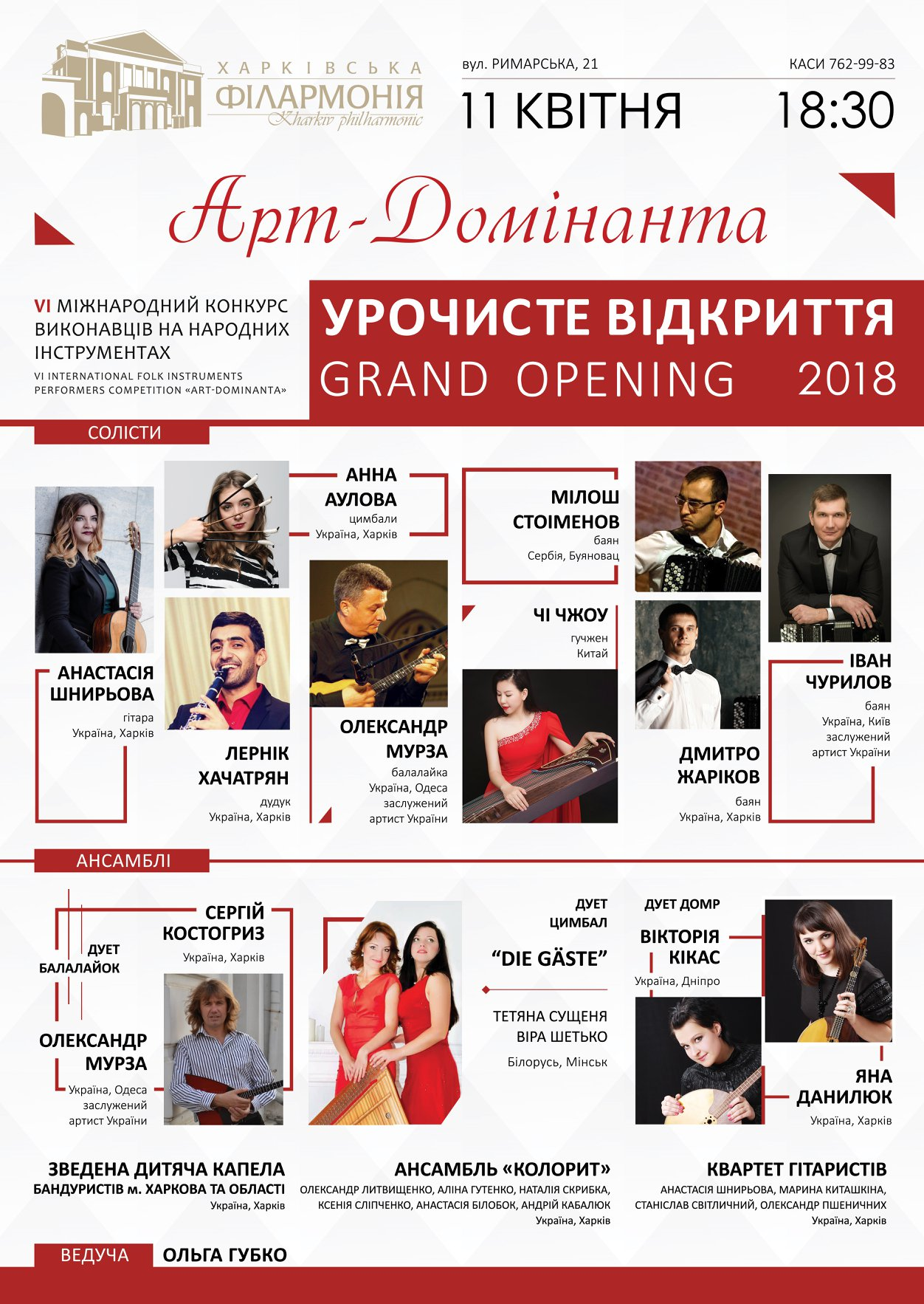

Оцінює виконавців міжнародне журі, до складу якого входять фахівці з України, Австралії, Білорусі, Естонії, Іспанії, Італії, Канади, Латвії, Литви, Молдови, Польщі, Сербії, Словаччини, Угорщини, Фінляндії, Франції, Чехії, Швеції, серед яких: народні та заслужені артисти України, заслужені діячі мистецтв України, заслужені працівники культури України, члени та керівники творчих спілок, керівники та учасники знаних творчих колективів, відомі музиканти, композитори, диригенти, лауреати міжнародних конкурсів, концертні виконавці — солісти філармоній та концертних організацій, кандидати, доктори наук, доценти, професори — провідні педагоги України та зарубіжжя.
- Барткевічюте Егле / Bartkeviciute Egle (Франція, Литва) [10]— 2017
- Бернат Ференц / Bernath Ferenc (Будапешт, Угорщина) — 2021
- Білоусова Світлана Вікторівна (Київ, Україна) — 2019, 2020, 2021, 2023, 2024
- Бружайте Аісте / Bruzaite Aiste (Вільнюс, Литва)[11] — 2019, 2020, 2021, 2023, 2024
- Войчук Андрій Михайлович (Київ, Україна)[12] — 2020, 2024
- Гамар Василь Михайлович (Дрогобич, Україна) — 2023, 2024
- Губ'як Дмитро Васильович (Тернопіль, Україна) — 2021, 2023, 2024
- Данилюк Микола Миколайович (Харків, Україна)[13] — 2013, 2014, 2021, 2023, 2024
- Данилюк Яна Владиславівна (Харків, Україна) [14]— 2015, 2016, 2017, 2018, 2019, 2020, 2021, 2023, 2024
- Доценко Володимир Ігорович (Харків, Україна) — 2019, 2020, 2021, 2023, 2024
- Дяченко Юрій Станіславович (Харків, Україна) — 2018
- Захарія Михайло / Zakhariya Mykhaylo (Кошиці, Словаччина) — 2021, 2023, 2024
- Задорожна Віта-Вікторія (Київ, Україна) — 2024
- Канкааранта Ейя / Kankaaranta Eija (Гельсінкі, Фінляндія) — 2024
- Ковальські Матеуш / Kowalski Mateusz (Варшава, Польща) — 2024
- Егліте Анда / Eglite Anda (Рига, Латвія) — 2021, 2023, 2024
- Жила Євген (Дніпро, Україна) — 2024
- Журавчак Олесь Петрович (Київ, Україна) — 2017, 2019, 2023, 2024
- Зубицький Володимир Данилович (Ланчано, Італія) — 2019, 2020, 2021, 2023, 2024
- Кікас Вікторія Петрівна (Дніпро, Україна) — 2016, 2017, 2018, 2019, 2020, 2021, 2023, 2024
- Костенко Олена Опанасівна (Харків, Україна) [Архівовано 12 квітня 2022 у Wayback Machine.] — 2013, 2014, 2015, 2016, 2017, 2018, 2019, 2020
- Луце Валерій Павлович / Luta Valeriu (Кишинів, Молдова) [Архівовано 17 жовтня 2020 у Wayback Machine.] — 2017, 2018, 2019, 2020, 2021, 2023, 2024
- Мадравскі Єжи (Кельце, Польща) — 2017, 2018
- Майдре Елла / Maidre Ella (Таллінн, Естонія) — 2021
- Мандзюк Любов Сергіївна (Харків, Україна) [Архівовано 17 вересня 2019 у Wayback Machine.] — 2017, 2018, 2019, 2020, 2023, 2024
- Мартем'янова Амалія Володимирівна (Харків, Україна) — 2013, 2014, 2015, 2016, 2017, 2018
- Мартінайтіс Неріюс (Вільнюс, Литва) — 2023, 2024
- Мілоєвіч Єлена / Miloevich Jelena (Канада, Британська Колумбія, Вікторія) — 2021
- Мішалов Віктор (Австралія, Канада) — 2021, 2023, 2024
- Міщенко Олександр Володимирович (Харків, Україна) — 2013, 2014, 2015, 2016, 2017
- Морозевич Ніна Василівна (Одеса, Україна) — 2021, 2024
- Мюхлінг Крісті / Mühling Kristi (Таллінн, Естонія) — 2023, 2024
- Мурза Олександр Анатолійович (Одеса, Україна) [Архівовано 16 лютого 2020 у Wayback Machine.] — 2018, 2019, 2020, 2021, 2023, 2024
- Найкеліене Ліна / Naikeliene Lina (Вільнюс, Литва) — 2017, 2018
- Нєборак Кшиштоф / Nieborak Krzystof (Вроцлав, Польща) — 2021, 2023, 2024
- Овчарова Світлана Валентинівна (Дніпро, Україна) — 2018, 2019, 2020, 2021, 2023, 2024
- Олексів Ярослав Володимирович (Львів, Україна) — 2021, 2023, 2024
- Петрова Анастасія Олексіївна (Мозир, Білорусь)[15] — 2020
- Родрігес Нуньєс Нереа (Віго, Галісія, Іспанія) — 2024
- Серотюк Ірина / Serotyuk Irina (Стокгольм, Швеція) — 2021, 2023, 2024
- Скала Даніел / Skala Daniel (Чехія, Острава) — 2024
- Слюсаренко Тетяна Олександрівна (Харків, Україна) — 2013, 2014, 2015, 2016, 2017, 2018, 2019, 2020
- Снєдков Ігор Іванович (Харків, Україна) — 2018
- Сташевський Андрій Якович (Полтава, Харків, Україна)[16] — 2017, 2018, 2019, 2020, 2023, 2024
- Стоіменов Мілош (Буяновац, Сербія) [Архівовано 6 березня 2021 у Wayback Machine.] — 2018
- Стрілець Андрій Миколайович (Харків, Україна) — 2018, 2019, 2020, 2021
- Сущеня Тетяна Михайлівна (Мінськ, Білорусь) — 2017, 2018, 2019, 2021
- Тищик Олег Борисович (Полтава, Україна)[17] — 2019, 2020
- Тищик Світлана Іванівна (Полтава, Україна)[18] — 2016, 2017, 2018, 2021, 2023, 2024
- Ткаченко Вікторія Миколаївна (Харків, Україна) — 2018
- Трянов Максим Анатолійович (Харків, Україна) — 2018, 2019, 2020, 2023, 2024
- Тущенко Михайло Михайлович (Київ, Україна)[19] — 2016, 2017, 2019, 2020, 2023, 2024
- Харченко Олександр Миколайович (Харків, Україна) — 2018
- Хорошавіна Олена Анатоліївна (Одеса, Україна)[20] — 2017, 2018
- Чурилов Іван Васильович (Київ, Україна) [21]— 2016, 2017, 2018
- Фокшей Юрій Євгенович (Луцьк, Україна) — 2024
- Шевчук Ірина Олександрівна (Харків, Україна) — 2018
- Шошин Ігор Костянтинович (Гомель, Білорусь) — 2021

## Організатори, партнери
- Харківський національний педагогічний університет імені  Г. С. Сковороди
- Харківське обласне відділення Національної всеукраїнської музичної спілки [Архівовано 21 лютого 2020 у Wayback Machine.]
- Управління культури і туризму Харківської обласної державної адміністрації
- Департамент культури Харківської міської ради
- Обласний навчально-методичний центр підвищення кваліфікації працівників культоосвітніх закладів (м. Харків) [Архівовано 15 серпня 2020 у Wayback Machine.]
- Державний науково-методичний центр змісту культурно-мистецької освіти
- Харківське музичне училище ім. Б. М. Лятошинського [Архівовано 3 серпня 2020 у Wayback Machine.]
- КПСМНЗ «ДМШ № 5 імені М. А. Римського-Корсакова» [Архівовано 15 серпня 2020 у Wayback Machine.]
- КПСМНЗ «ДМШ № 13 імені М. Т. Коляди» [Архівовано 24 вересня 2020 у Wayback Machine.]
- Харківський Палац дитячої та юнацької творчості
- Харківська обласна філармонія [Архівовано 17 серпня 2020 у Wayback Machine.]

## Результати
- Результати-2015 [Архівовано 5 грудня 2021 у Wayback Machine.]
- Результати-2016 [Архівовано 6 серпня 2020 у Wayback Machine.]
- Результати-2017 [Архівовано 6 серпня 2020 у Wayback Machine.]
- Результати-2018 [Архівовано 6 серпня 2020 у Wayback Machine.]
- Результати-2019 [Архівовано 3 грудня 2021 у Wayback Machine.]
- Результати-2020 [Архівовано 27 лютого 2022 у Wayback Machine.]
- Результати-2021 [Архівовано 2 травня 2021 у Wayback Machine.]
- Результати-2023
- Результати-2024

## Інформаційні ресурси
- Сайт Міжнародного конкурсу виконавців на народних інструментах «Арт-Домінанта» [Архівовано 10 серпня 2020 у Wayback Machine.]
- Сторінка конкурсу у Facebook [Архівовано 29 вересня 2019 у Wayback Machine.]
- YouTube канал Art Dominanta

#### 2017
- «Европейские виртуозы» – 7 апреля в Харьковской филармонии концерт в рамках V Международного конкурса исполнителей на народных инструментах "Арт-Доминанта" [Архівовано 26 вересня 2020 у Wayback Machine.]
- V Міжнародний конкурс «Арт-Домінанта» у стінах ДМШ №5 (Харків)
- Учні Великописарівської ДМШ взяли участь у Міжнародному конкурсі «Арт-Домінанта» (Велика Писарівка, Сумська обл.)
- З 5 по 9 квітня 2017 року у місті Харкові відбувся V Міжнародний конкурс виконавців на народних інструментах «Арт – Домінанта» (Первомайськ, Миколаївська обл.)
- Переможці конкурсу «Арт Домінанта-2017» (Лозова, Харківська обл.) [Архівовано 16 квітня 2017 у Wayback Machine.]
- Панютинські музиканти стали одними з кращих на Міжнародному конкурсі «Арт-Домінанта» (Панютине, Харківська обл. ) [Архівовано 27 жовтня 2020 у Wayback Machine.]
- Бандуристка вишу стала лауреатом міжнародного конкурсу (Луцьк, Волинська обл.) [Архівовано 20 липня 2017 у Wayback Machine.]
- Юні черкаські музиканти гідно виступили на конкурсі «Арт-Домінанта»  (Черкаси) [Архівовано 25 лютого 2022 у Wayback Machine.]
- Положение о проведении V Международного конкурса исполнителей на народных инструментах «АРТ ДОМИНАНТА-2017» (5-9 апреля 2017 года, Харьков, Украина) (Білорусь) [Архівовано 18 серпня 2017 у Wayback Machine.]
- Лауреати 2017: Одеська національна музична академія імені А. В. Нежданової (кафедра народних інструментів) [Архівовано 6 лютого 2020 у Wayback Machine.]
- Музиканти кафедри інструментального мистецтва КНУКіМ повернулися з перемогою у V Міжнародному конкурсі виконавців на народних інструментах «Арт-Домінанта» (КНУНіМ, Київ) [Архівовано 4 лютого 2020 у Wayback Machine.]

#### 2018
- Конкурс «Арт-Домінанта» вшосте відбудеться у Харкові (інтернет-журнал «Музика») [Архівовано 26 вересня 2020 у Wayback Machine.]
- В Харькове пройдет конкурс исполнителей на народных инструментах (Харків) [Архівовано 12 квітня 2018 у Wayback Machine.]
- У Харкові відбудеться VI Міжнародний конкурс виконавців на народних інструментах «Арт-Домінанта» (інтернет-журнал Music-review) [Архівовано 3 лютого 2018 у Wayback Machine.]
- Открытие VI Международного музыкального конкурса исполнителей на народных инструментах (057.ua, Харків)
- Відкриття VI Міжнародного музичного конкурсу виконавців   на народних інструментах «Арт-Домінанта»  (allkharkov.ua, Харків)
- Miloš Stoimenov, bujanovački umetnik na harmonici (Bujanovac, Serbia) [Архівовано 6 березня 2021 у Wayback Machine.]
- Воспитанники и преподаватели Каменского музыкального колледжа стали лауреатами международного конкурса (Кам'янське, Дніпропетровська обл.) [Архівовано 2 вересня 2019 у Wayback Machine.]
- Вітаємо з перемогою в Міжнародному конкурсі «Арт-Домінанта» (Рубіжне, Луганська обл.)
- Чорнобаївські бандуристки стали лауреатами Міжнародного конкурсу (Черкаська обл.) [Архівовано 20 січня 2021 у Wayback Machine.]
- Перемоги учнів Школи мистецтв №2 на VI Міжнародному конкурсі виконавців на народних інструментах «Арт-Домінанта» (Краматорськ, Донецька обл.)
- VI Міжнародний конкурс «Арт-Домінанта» (стаття на сайті ОНМЦПККЗ) [Архівовано 3 березня 2021 у Wayback Machine.]
- 11 квітня 2018 року в місті Харкові відкрився VI Міжнародний конкурс виконавців на народних інструментах «Арт-Домінанта» (сайт міської Ради, Бахмут, Донецька обл.) [Архівовано 7 лютого 2020 у Wayback Machine.]
- Великобагачанські музиканти посіли і місце в Міжнародному конкурсі виконавців на народних інструментах «Арт-Домінанта» (Велика Багачка, Полтавська обл.) [Архівовано 24 лютого 2022 у Wayback Machine.]
- «Арт-Домінанта»: по слідах VI Міжнародного конкурсу виконавців на народних інструментах (ДМШ №5, Харків)
- Завершився VI Міжнародний конкурс виконавців на народних інструментах «Арт-Домінанта» (Полтава)
- VI Міжнародний конкурс виконавців на народних інструментах «Арт-Домінанта» (Вугледар, Донецька обл.) [Архівовано 4 березня 2022 у Wayback Machine.]
- Концерт до Дня села Вірнопілля Ізюмського району Харківської області (Лозова, Харківська обл.) [Архівовано 13 листопада 2018 у Wayback Machine.]
- Вітаємо переможців VI Міжнародного конкурс виконавців на народних інструментах «Арт-Домінанта» (Київський університет імені Б. Грінченка) [Архівовано 19 жовтня 2020 у Wayback Machine.]
- Вітаємо з перемогою! (Миргород, Полтавська обл.) [Архівовано 17 травня 2018 у Wayback Machine.]
- Магістрант факультету мистецтв ТНПУ ім. В. Гнатюка став лауреатом VI Міжнародного конкурсу виконавців «Арт-Домінанта» (Тернопіль) [Архівовано 27 лютого 2022 у Wayback Machine.]
- Річний звіт про виконання критеріїв надання та підтвердження статусу національного державним вищим навчальним закладом «Національна музична академія України імені П.І. Чайковського» за 2018 рік (Київ) [Архівовано 7 лютого 2022 у Wayback Machine.]

#### 2019
- SOCIOCULTURAL ASPECT OF TEACHING TO PLAY LITHUANIAN NATIONAL INSTRUMENTS (стаття, стор. 20) [Архівовано 4 грудня 2021 у Wayback Machine.]
- LR Prezidento Sveikinimai Tarptautinių Konkursų Laureatams (Литва, Вільнюс, сайт Литовської академії музики та театру) [Архівовано 24 січня 2021 у Wayback Machine.]
- Переможці VII Міжнародного конкурсу «Арт-Домінанта-2019» (Полтавська МШМ «Мала академія мистецтв» імені Раїси Кириченко) [Архівовано 9 квітня 2022 у Wayback Machine.]
- Юні музиканти Кам’янського стали лауреатами міжнародного конкурсу
- Марафон перемог Сергія Сапуна в самому розпалі (Шостка, Сумська обл.) [Архівовано 30 грудня 2019 у Wayback Machine.]
- Выступление на VII Международном конкурсе исполнителей на народных инструментах «Арт-Доминанта» (Москва)
- Творча зустріч із маестро [В. Зубицьким] (Харків, ХНУМ ім. І. П. Котляревського)
- На VII Міжнародному конкурсі виконавців на народних інструментах «Арт-Домінанта» (Горішні Плавні, Полтавська обл.) [Архівовано 9 серпня 2020 у Wayback Machine.]
- VII Міжнародний конкурс виконавців на народних інструментах «Арт-Домінанта» (Знам’янка, Кіровоградська обл.) [Архівовано 28 жовтня 2020 у Wayback Machine.]
- VII Міжнародний конкурс виконавців на народних інструментах «Арт-Домінанта» (Сумський фаховий коледж мистецтв і культури імені Д. С. Бортнянського)
- Перемоги херсонських гітаристів (Херсон) [Архівовано 28 жовтня 2020 у Wayback Machine.]
- Юные гитаристы из Херсона привезли с «Арт-Доминанты» три призовых места (Херсон) [Архівовано 10 квітня 2019 у Wayback Machine.]
- На конкурсе «Арт-Доминанта» студенты г. Каменское стали лауреатами трех степеней (Каменское, Днепропетровская обл.)
- Вітаємо переможців міжнародного конкурсу (Люботин, Харківська обл.) [Архівовано 19 серпня 2019 у Wayback Machine.]
- Вітаємо! Ільїн Олексій посів II місце у VII Міжнародному конкурсі «Арт-Домінанта» [Архівовано 24 жовтня 2020 у Wayback Machine.]
- Лисичанські артисти взяли участь у міжнародному конкурсі «Арт-Домінанта» (Лисичанськ, Луганська обл.) [Архівовано 8 серпня 2020 у Wayback Machine.]
- Знам’янчанин Єгор Почхуа нагороджений Дипломом III ступеня на музичному конкурсі «Арт-Домінанта» [Архівовано 3 березня 2021 у Wayback Machine.]
- Вітаємо переможців Міжнародного конкурсу (Люботин, Харківська обл., сайт міської Ради) [Архівовано 1 жовтня 2020 у Wayback Machine.]
- Ансамбль «Богемія» домінував на «Арт-Домінанті» (Мелітополь, Запорізька обл.)
- Ансамблі гітаристів «Фанданго» та «Alegrias» Черкаської ДМШ № 1 ім. М.В. Лисенка в Харкові здобули перемогу (Черкаси) [Архівовано 24 лютого 2022 у Wayback Machine.]
- Відбувся VII Міжнародний конкурс "Арт-Домінанта" (ХОВ НВМС) [Архівовано 8 квітня 2022 у Wayback Machine.]
- Віртуози фолка (анонс Гранд-Концерту у Харківській обласній філармонії)

#### 2020
- Юна гітаристка з Нікополя перемогла міжнародному конкурсі (Нікополь, Дніпропетровська обл.) [Архівовано 8 травня 2021 у Wayback Machine.]
- Коростенський дует «Folk Stream» став призером міжнародного конкурсу (Коростень, Житомирська обл.) [Архівовано 5 серпня 2020 у Wayback Machine.]
- У двох дуетів – Дипломи другого ступеня (Липова Долина, Сумська обл.) [Архівовано 14 липня 2020 у Wayback Machine.]
- Творчі досягнення студентів та творчих колективів Харківського музичного училища [Архівовано 4 серпня 2020 у Wayback Machine.]
- Звіт про роботу Науково-технічної бібліотеки Національного технічного університету “Харківський політехнічний інститут” у 2019 році та план роботи на 2020 р.  (стор. 21) [Архівовано 19 березня 2022 у Wayback Machine.]
- Факультет мистецтв ТНПУ: підвищуємо рівень! (Тернопіль) [Архівовано 15 липня 2020 у Wayback Machine.]

#### 2021
- Міжнародний конкурс виконавців на народних інструментах «Арт-Домінанта» як чинник підтримання духовної безпеки українського суспільства та пропаганди традицій народно-інструментального мистецтва України у світі (стаття Данилюк Я. В.) [Архівовано 23 січня 2021 у Wayback Machine.]
- Міжнародний конкурс виконавців на народних інструментах "Арт-Домінанта" як чинник розвитку народно-інструментального мистецтва в Україні та світі (стаття Данилюк Я. В.) [Архівовано 4 грудня 2021 у Wayback Machine.]
- Календар (квітень 2021) IX Міжнародний конкурс виконавців на народних інструментах «Арт-Домінанта» (Державний науково-методичний центр змісту культурно-мистецької освіти) [Архівовано 23 вересня 2020 у Wayback Machine.]
- Nuotolinis konkursas «Art-Dominanta» (Lithuania, Panevezus) [Архівовано 4 травня 2021 у Wayback Machine.]
- Поздравляем лауреатов IX Международного конкурса исполнителей на народных инструментах "Арт-Доминанта" (БГАМ, Беларусь, Минск) [Архівовано 9 травня 2021 у Wayback Machine.]
- Rahvusvaheline konkurss Art-Dominanta Ukrainas (Estonia, Tallinn) [Архівовано 4 травня 2021 у Wayback Machine.]
- Перемоги вихованців дитячої музичної школи Горішніх Плавнів [Архівовано 8 травня 2021 у Wayback Machine.]
- Koklētājas Rēzijas panākumi konkursā «Art-Dominanta-2021» (Latvia, Jelgava)
- Троє бандуристок з Калуша посіли призові місця на міжнародному конкурсі [Архівовано 2 травня 2021 у Wayback Machine.]
- Sveikiname Tarptautinio konkurso laureates! (Lithuania, Vilnius)
- IX МІЖНАРОДНИЙ КОНКУРС ВИКОНАВЦІВ НА НАРОДНИХ ІНСТРУМЕНТАХ «АРТ-ДОМІНАНТА» (Знам'янка) [Архівовано 2 травня 2021 у Wayback Machine.]
- Два конкурси та два призових місця (Кропивницький) [Архівовано 2 травня 2021 у Wayback Machine.]
- Наша жизнь, события 2021 (Брянск) [Архівовано 2 травня 2021 у Wayback Machine.]
- Переможці конкурсів (Калуська міська рада) [Архівовано 2 травня 2021 у Wayback Machine.]
- SVEIKINAME KONKURSO LAUREATES! (LMTA, Lithuaina) [Архівовано 7 травня 2021 у Wayback Machine.]
- Прикарпатські бандуристки посіли призові місця на міжнародному конкурсі [Архівовано 2 травня 2021 у Wayback Machine.]
- Apsveicam Līgu Griķi ar panākumiem konkursos! (Latvia, Riga) [Архівовано 12 травня 2021 у Wayback Machine.]